# Eppegem
Eppegem est une section de la commune belge de Zemst située en Région flamande dans la province du Brabant flamand . C'était une commune à part entière avant la fusion des communes de 1977.

## Démographie

### Évolution démographique
- Sources : INS, Rem. : 1831 jusqu'en 1970 = recensements, 1976 = nombre d'habitants au 31 décembre[2].

## Monument
L'église nommée Sint-Clemenskerk se trouve sur la place du village dans la rue Sint-Clemensstraat. Elle a été détruite durant la première guerre mondiale et reconstruite en 1920-1921. En 1830, un soldat Hollandais avait décrit Eppegem comme un village sale, très pauvre avec une consommation excessive d'alcool. Il écrivait: "Si on dit que Charleroi est la commune la plus moche de la Belgique c'est clair qu'on n'a pas encore été à Eppegem. Tous les marginaux de la province semblent de se rassembler autour de JH De Jeppe."

## Référence
1. ↑  https://statbel.fgov.be/fr/open-data/population-par-secteur-statistique-10
2. ↑  https://bib.kuleuven.be/ebib/project-belgische-historische-tellingen
3. ↑  "De zemstenaar" jaargang: 1956. Artikel: "De reconstuctie van de kerk van eppegem" door A. dejong Reconstruction de l'église Sint Clement Kerk